# Tichý Potok
Tichý Potok és un poble i municipi d'Eslovàquia. Es troba a la regió de Prešov, al nord del país.

## Història
La primera referència escrita de la vila data del 1427.

## Demografia
| Godina             | 1994 | 2004   | 2014    | 2024   |
| ------------------ | ---- | ------ | ------- | ------ |
| Nombre de persones | 419  | 397    | 339     | 331    |
| Diferència         |      | −5,25% | −14,60% | −2,35% |

| Godina             | 2023 | 2024   |
| ------------------ | ---- | ------ |
| Nombre de persones | 327  | 331    |
| Diferència         |      | +1,22% |